# Yu Xiuhua
Yu Xihua (xinès simplificat: 余秀华, pinyin: Yú Xiùhuá; Hengdian, 1976) és una poetessa xinesa.

## Biografia

#### Primers anys
Nascuda el març de 1976 en una família de camperols al poble de Hengdian al districte de Zhongxiang, província de Hubei (Xina). Des del naixement pateix una paràlisi cerebral (o CMI) que afecta la seva parla i a les habilitats motrius. Només es va poder moure gatejant fins als sis anys, quan va aprendre a caminar, inestable, amb l'ajuda de crosses. Per aquest motiu, va haver d'aturar els estudis al final del batxillerat. L'any 1995, quan tenia 19 anys, es va casar en un matrimoni concertat per la seva mare, que creia que amb la seva discapacitat necessitava algú que la recolzés. El seu marit, Yin Shiping (尹世平), era dotze anys més gran que ella. Treballador migrant, es va quedar amb la família de la seva dona, viatjant per les ciutats per trobar feina. Es va divorciar a la tardor del 2015. Després del divorci, va continuar vivint amb els seus pares a Hengdian. El 2016, la seva mare va morir de càncer de pulmó.

#### Trajectòria literària
Yu va publicar el seu primer poema l'any 1998 (a l'edat de 22 anys): "Empremta" (Yinhen Y《印痕》). Descriu l'empremta que seu cos deixava al fang mentre gatejava. No va ser fins a l'any 2009 que va començar a escriure poemes amb regularitat, un al dia, sobre temes personals: manca d'afecte, minusvalidesa, sensació de confinament al poble amb la impossibilitat de fugir, però també una evocació en termes sovint crus de les seves frustracions sexuals. Poemes que celebren també la voluntat de viure cada dia quan la vida és tan precària i tan difícil.
Gràcies a internet va començar a publicar els seus poemes en un blog i el 2014 va iniciar la seva popularitat amb el seu poema "Vaig creuar la meitat de la Xina per dormir amb tu" (穿过大半个中国去睡你), publicat al microblog de la revista "Poesia" (诗刊), que es va fer viral i va cridar l'atenció dels editors i dels mitjans de comunicació.
El 2015, de sobte es va fer famosa. La seva col·lecció de poesia,"Moonlight Rests on My Left Palm", (月光落在左手上), va ser publicada per Guangdong Normal University Press i va vendre més de 300.000 còpies, un rècord per als títols de poesia xinesa de les últimes tres dècades. El 28 de gener va ser escollida vicepresidenta de l'Associació d'Escriptors de la Ciutat de Zhongxiang. Al febrer, l'editorial Hunan Arts and Letters va publicar la seva segona col·lecció de poemes: "Uncertain tomorrows" (摇摇晃晃的人间). La seva tercera col·lecció va aparèixer el maig de 2016 a les edicions d'Arts and Letters of October, a Pequín: "We loved then forgot" (我们爱过又忘). Yu va rebre el Premi de Literatura Camperola el 2016 i el Premi Literari Hubei el 2018.
El 2018 Yu va publicar una col·lecció d'assaigs personals i una novel·la autobiogràfica. Va acumular presència internacional després d'aparèixer al documental de Fan Jian "Still Tomorrow" (摇摇晃晃的人间), que narra l'ascens a la fama literària de Yu i la lluita pel dret al divorci. El documental va rebre Premi Especial del Jurat al Festival Internacional de Cinema Documental d’Amsterdam de l'any 2016.
La seva història ha aparegut en mitjans de comunicació convencionals com el New York Times, i el 2018 Yu va ser nominada al Premi Newman de Literatura Xinesa al costat d'escriptors com Bei Dao, Xi Chuan i Xi Xi.
El març de 2022, va publicar un poema contra la invasió d'Ucraïna per part de Rússia, que la va portar a ser atacada pels polítics del règim xinès que donaven suport a la invasió. Com escrits altres crítics amb Rússia, el poema va desaparèixer ràpidament de les xarxes socials.
Alguns crítics l'han definit com a una exponent del nou feminisme xinès i l'han comparat amb l'escriptora Emily Dickinson.